# Winnertzia nigra
Winnertzia nigra är en tvåvingeart som beskrevs av Boris Mamaev 1963. Winnertzia nigra ingår i släktet Winnertzia och familjen gallmyggor. Arten är reproducerande i Sverige. Inga underarter finns listade i Catalogue of Life.